# Marianna Némethová-Krajčírová
Marianna Némethová-Krajčírová (Košice, Eslovaquia, 1 de junio de 1948) es una gimnasta artística checoslovaca, subcampeona olímpica en 1964 y en 1968 en el concurso por equipos.

## Carrera deportiva

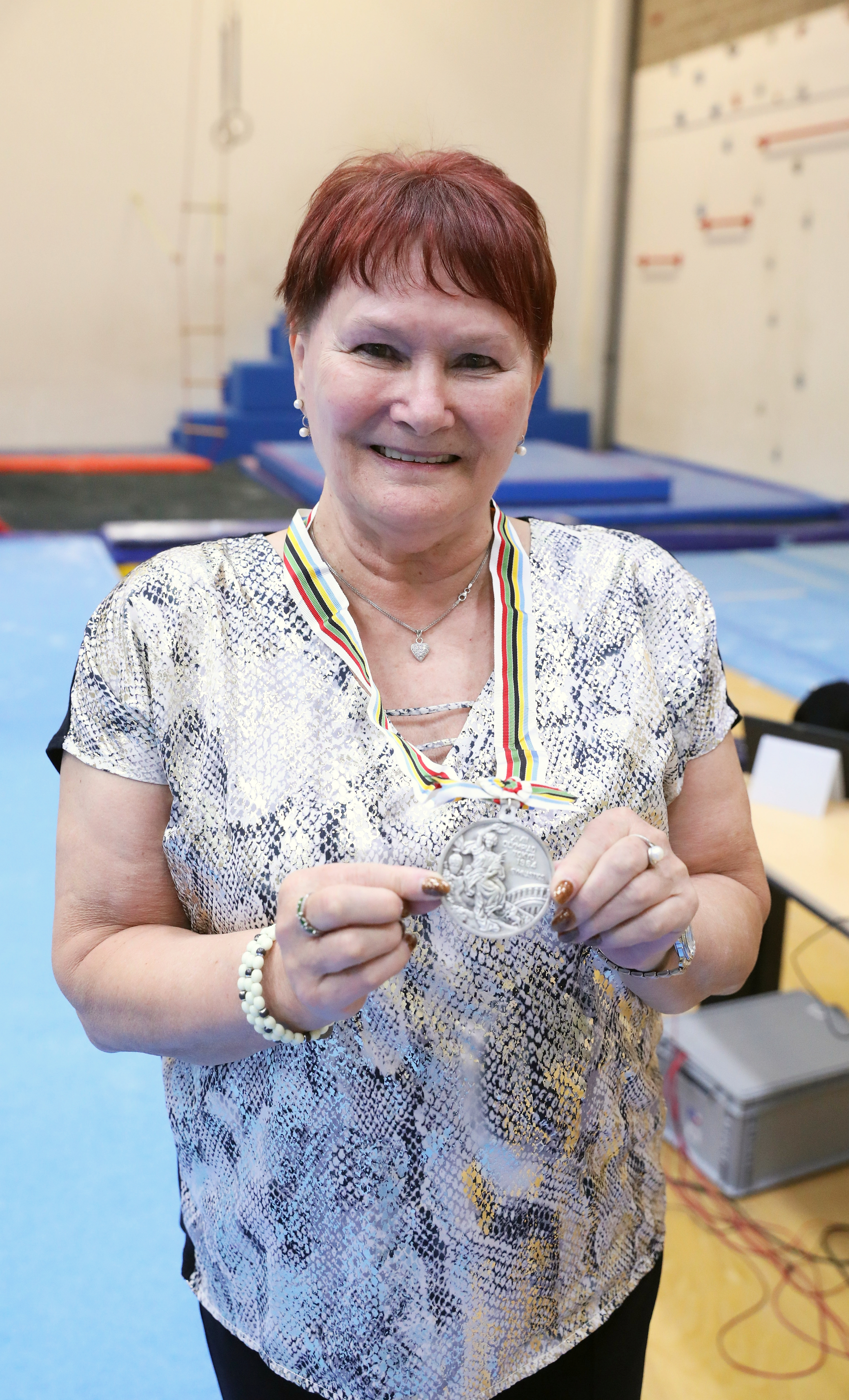
Marianna Némethová-Krajčírová en 2019 con su medalla de plata de los Juegos Olímpicos de 1964.

En los JJ. OO. de Tokio 1964 consigue la plata por equipos, tras la Unión Soviética y delante de Japón, siendo sus compañeras: Věra Čáslavská, Jana Posnerová, Hana Růžičková, Jaroslava Sedláčková y Adolfína Tkačíková.
En el Mundial de Dortmund 1966 gana el oro en el concurso por equipos, por delante de la Unión Soviética y Japón.
En las Olimpiadas celebradas en Ciudad de México en 1968 consigue la plata en el concurso por equipos, tras la Unión Soviética y delante de Alemania del Este.
En el Mundial de Liubliana 1970 gana la plata en el concurso por equipos, tras la Unión Soviética y Alemania del Este, siendo sus compañeras de equipo: Soňa Brázdová, Luba Krasna, Hana Lišková, Bohumila Řimnáčová y Marcella Váchová.